# Berteștii de Jos (gmina)
Berteștii de Jos – gmina w Rumunii, w okręgu Braiła. Obejmuje miejscowości Berteștii de Jos, Berteștii de Sus, Gura Călmățui, Gura Gârluței, Nicolești i Spiru Haret. W 2011 roku liczyła 3110 mieszkańców. 